# Efraín Subero
Efraín Subero (Pampatar, Nueva Esparta; 16 de octubre de 1931-Caracas; 18 de enero del 2007) fue un poeta, docente, ensayista, periodista y crítico literario venezolano. Trabajó en la Universidad Simón Bolívar y la Universidad Católica Andrés Bello, y en dicha Casa de estudios, Director del Centro de Investigaciones Literarias, fundador de la Cátedra de Cultura Contemporánea de América Latina de la Escuela de Comunicación Social. Catedrático de la Literatura Venezolana y de Literatura Hispanoamericana y Director de la Escuela de Letras.
Dictó cursos de pregrado y posgrado en casi todas las universidades y colegios universitarios de Venezuela. Profesor invitado de varias universidades latinoamericanas, norteamericanas y europeas. Individuo de Número de la Academia Venezolana de la Lengua. Miembro Correspondiente Hispanoamericano de la Real Academia Española.

## Carrera
Se graduó de maestro en educación primaria en 1950. Realizó sus estudios en la Universidad Central de Venezuela, donde se recibió de Licenciado en Letras en 1965. Es en esta misma universidad donde se desempeñó como docente, además de hacerlo en otras instituciones como la Universidad Católica Andrés Bello (casa de estudios donde se doctoró, con la tesis La Décima Popular en Venezuela) y la Universidad Simón Bolívar.
Perteneció, entre otras organizaciones, a la Academia Venezolana de la Lengua y al Instituto Internacional de Literatura Iberoamericana de la Universidad de Pittsburgh (Estados Unidos).
Colaboró en diversas publicaciones, como los diarios El Universal y El Nacional de Caracas, y la Revista Nacional de Cultura.
Antes de su muerte, el gobierno del estado Nueva Esparta creó la Fundación Efraín Subero, que busca proveer de becas a estudiantes universitarios que se destaquen.

## Obra
- 1956 Estancias de amor iluminado (poesía)
- 1957 Isla de luz sobre el amor anclada
- 1962 La obra poética de Nazoa
- 1965 En estos parajes
- 1967 Del ideario pedagógico venezolano
- 1967 Poesía infantil venezolana
- 1967 Poesía popular venezolana
- 1968 Matarile (poesía para niños)
- 1972 Notas para un estudio de César Vallejo
- 1972 La historia de Guillermo Morón y de su «Historia»
- 1973 Letras de carne y hueso
- 1974 Nuevas razones
- 1974 Origen y expansión de la quema de Judas
- 1974 El problema de definir lo hispanoamericano
- 1974 Glorias a Vargas
- 1975 Rostro de Venezuela
- 1975 Cercanía de Miguel Otero Silva
- 1975 El sentido espiritual metafísico en la poesía de Fernando Paz Castillo
- 1976 Memoria del Puerto
- 1977 Literatura del sub-desarrollo
- 1977 La literatura infantil venezolana
- 1977 La décima popular en Venezuela
- 1978 Caracas, tres visiones para una ciudad
- 1979 Literatura juvenil latinoamericana
- 1980 Gallegos, materiales para el estudio de su vida y de su obra
- 1983 Bolívar escritor
- 1984 Aproximación sociológica a la obra de Rómulo Gallegos
- 1988 Caracas wide open
- 1989 La vida perdurable
- 1990 Venezuelan islands of the Caribbean
- 1991 La décima popular en Venezuela
- 1992 Mundo abierto
- 1993 Margarita
- 1995 Para una suma de nacionalismo
- 1996 Los orígenes históricos de Margarita
- 1997 Andrés Eloy Blanco
- 1997 La ciudad y las ciudades
- 1999 Cancionero de acordes lejanos
- 2000 La Masonería en Venezuela
- 2001 Otras razones
- 2003 El abrazo perpetuo de Martí y Venezuela
- 2004 Palabras para hablar bien de La Asunción
- 2004 Bibliografía de Francisco de Miranda

## Premios y distinciones
Obtuvo el Premio Nacional de Ensayo «Ramón Díaz Sánchez», el Premio Municipal de Literatura (Caracas), el Premio Municipal de Periodismo (Distrito Sucre, Estado Miranda, Venezuela), el Premio Regional y el Premio Nacional de Literatura promovido por la Dirección de Cultura del Estado Nueva Esparta (Venezuela) y tres veces el Premio «Monseñor Pellín» otorgado por la Conferencia Episcopal Venezolana, el último de ellos en 1997, como reconocimiento a su trayectoria en la investigación literaria. También ha intervenido como jurado en numerosos concursos literarios tanto del país como del exterior, entre ellos, el Premio Casa de las Américas de Cuba.
Le fueron otorgadas, entre otras condecoraciones,la Orden «Rómulo Gallegos», Orden 27 de Junio, Orden Francisco de Miranda, Orden al mérito en el trabajo, Orden «Almirante Brión», Orden «Francisco Esteban Gómez», Orden «Manuel Plácido Maneiro», Cruz de las Fuerzas Armadas de Cooperación, y la Banda de Honor de la Orden Andrés Bello, la más alta condecoración venezolana al mérito intelectual.